# Радејна
Радејна (буг. Радейна) је насеље у Србији у општини Димитровград у Пиротском округу. Према попису из 2022. било је 44 становника.

## Демографија
У насељу Радејна живе 83 пунолетна становника, а просечна старост становништва износи 66,9 година (62,8 код мушкараца и 71,3 код жена). У насељу је 2002. године било 47 домаћинстава, а просечан број чланова по домаћинству био је 1,85.
Ово насеље је углавном насељено Бугарима (према попису из 2002. године).
|  |

| Демографија | Демографија | Демографија |
| Година      | Становника  | Становника  |
| ----------- | ----------- | ----------- |
| 1948.       | 549         |             |
| 1953.       | 527         |             |
| 1961.       | 407         |             |
| 1971.       | 303         |             |
| 1981.       | 191         |             |
| 1991.       | 133         | 133         |
| 2002.       | 87          | 87          |
| 2011.       | 84          |             |
| 2022.       | 44          |             |

| Година пописа     | 1948. | 1953. | 1961. | 1971. | 1981. | 1991. | 2002. |
| ----------------- | ----- | ----- | ----- | ----- | ----- | ----- | ----- |
| Број домаћинстава | 98    | 103   | 99    | 95    | 69    | 62    | 47    |

| Број чланова      | 1  | 2  | 3 | 4 | 5 | 6 | 7 | 8 | 9 | 10 и више | Просек |
| ----------------- | -- | -- | - | - | - | - | - | - | - | --------- | ------ |
| Број домаћинстава | 18 | 22 | 4 | 2 | 1 | 0 | 0 | 0 | 0 | 0         | 1,85   |

| Пол    | Укупно | Неожењен/Неудата | Ожењен/Удата | Удовац/Удовица | Разведен/Разведена | Непознато |
| ------ | ------ | ---------------- | ------------ | -------------- | ------------------ | --------- |
| Мушки  | 43     | 4                | 30           | 7              | 0                  | 2         |
| Женски | 43     | 2                | 29           | 11             | 0                  | 1         |
| УКУПНО | 86     | 6                | 59           | 18             | 0                  | 3         |

| Пол    | Укупно                    | Пољопривреда, лов и шумарство | Рибарство                            | Вађење руде и камена | Прерађивачка индустрија       |
| ------ | ------------------------- | ----------------------------- | ------------------------------------ | -------------------- | ----------------------------- |
| Мушки  | 39                        | 34                            | 0                                    | 0                    | 3                             |
| Женски | 28                        | 25                            | 0                                    | 0                    | 3                             |
| УКУПНО | 67                        | 59                            | 0                                    | 0                    | 6                             |
| Пол    | Производња и снабдевање   | Грађевинарство                | Трговина                             | Хотели и ресторани   | Саобраћај, складиштење и везе |
| Мушки  | 0                         | 0                             | 1                                    | 0                    | 0                             |
| Женски | 0                         | 0                             | 0                                    | 0                    | 0                             |
| УКУПНО | 0                         | 0                             | 1                                    | 0                    | 0                             |
| Пол    | Финансијско посредовање   | Некретнине                    | Државна управа и одбрана             | Образовање           | Здравствени и социјални рад   |
| Мушки  | 0                         | 0                             | 0                                    | 1                    | 0                             |
| Женски | 0                         | 0                             | 0                                    | 0                    | 0                             |
| УКУПНО | 0                         | 0                             | 0                                    | 1                    | 0                             |
| Пол    | Остале услужне активности | Приватна домаћинства          | Екстериторијалне организације и тела | Непознато            | Непознато                     |
| Мушки  | 0                         | 0                             | 0                                    | 0                    | 0                             |
| Женски | 0                         | 0                             | 0                                    | 0                    | 0                             |
| УКУПНО | 0                         | 0                             | 0                                    | 0                    | 0                             |

| Етнички састав према попису из 2002.‍ | Етнички састав према попису из 2002.‍ | Етнички састав према попису из 2002.‍ | Етнички састав према попису из 2002.‍ | Етнички састав према попису из 2002.‍ |
| ------------------------------------ | ------------------------------------ | ------------------------------------ | ------------------------------------ | ------------------------------------ |
|                                      |                                      |                                      |                                      |                                      |
| Бугари                               | Бугари                               |                                      | 62                                   | 71,26%                               |
| Срби                                 | Срби                                 |                                      | 11                                   | 12,64%                               |
| Југословени                          | Југословени                          |                                      | 9                                    | 10,34%                               |

| Етнички састав према попису из 2022.‍ | Етнички састав према попису из 2022.‍ | Етнички састав према попису из 2022.‍ | Етнички састав према попису из 2022.‍ | Етнички састав према попису из 2022.‍ |
| ------------------------------------ | ------------------------------------ | ------------------------------------ | ------------------------------------ | ------------------------------------ |
|                                      |                                      |                                      |                                      |                                      |
| Бугари                               | Бугари                               |                                      | 30                                   | 68,2%                                |
| Срби                                 | Срби                                 |                                      | 9                                    | 20,4%                                |
| неизјашњени                          | неизјашњени                          |                                      | 4                                    | 9,1%                                 |